# Isochorisminsäure
Isochorisminsäure ist ein Konstitutionsisomer von Chorisminsäure. Ihre Salze und Ester heißen Isochorismate. Isochorismat wird z. B. mittels des Enzyms Isochorismatsynthase aus Chorismat gebildet und stellt ein Zwischenprodukt in der Synthese von Enterobactin dar. Die Reaktion verläuft vermutlich über einen nukleophilen Angriff von Wasser am C2-Kohlenstoff.